# Villeneuve-Saint-Salves
Villeneuve-Saint-Salves là một xã của Pháp,tọa lạc ở tỉnh Yonne trong vùng Bourgogne. Villeneuve-Saint-Salves là một phần của vùng đô thị Auxerre, đây là một đơn vị thành phần của Cộng đồng các xã Auxerrois.

## Hành chính
| Danh sách các thị trưởng               |           |                            |      |         |
| Giai đoạn                              | Giai đoạn | Tên                        | Đảng | Tư cách |
|                                        | mars 2001 | Jean-François Flèche-Loisy |      |         |
| Tất cả các dữ liệu trước đây không rõ. |           |                            |      |         |

## Thông tin nhân khẩu
| 1962                                                 | 1968 | 1975 | 1982 | 1990 | 1999 |
| ---------------------------------------------------- | ---- | ---- | ---- | ---- | ---- |
| 87                                                   | 99   | 132  | 187  | 243  | 246  |
| Số liệu lấy từ năm 1962: Dân số không tính hai trùng |      |      |      |      |      |